# Episodi di Summerland (seconda stagione)
La seconda e ultima stagione della serie televisiva Summerland è andata in onda negli Stati Uniti dal 28 febbraio 2005 al 18 luglio 2005 sul canale The WB.
In Italia è andata in onda su Italia 1 dal 18 agosto 2005 al 24 settembre 2005.
| nº | Titolo originale                     | Titolo italiano          | Prima TV USA     | Prima TV Italia   |
| -- | ------------------------------------ | ------------------------ | ---------------- | ----------------- |
| 1  | The Wisdom to Know the Difference    | Il ritorno di Johnny     | 28 febbraio 2005 | 18 agosto 2005    |
| 2  | I Am the Walrus                      | Indagine federale        | 3 marzo 2005     | 19 agosto 2005    |
| 3  | Sledgehammer                         | La punizione             | 14 marzo 2005    | 22 agosto 2005    |
| 4  | Life Goes On                         | La gara                  | 21 marzo 2005    | 23 agosto 2005    |
| 5  | Mr. & Mrs. Who                       | Domani sposi             | 28 marzo 2005    | 24 agosto 2005    |
| 6  | The Pleiades                         | Attrazioni               | 4 aprile 2005    | 25 agosto 2005    |
| 7  | Where There's a Will, There's a Wave | Il torneo di Playa Linda | 11 aprile 2005   | 26 agosto 2005    |
| 8  | Leaving Playa Linda                  | Una storia finita        | 11 aprile 2005   | 29 agosto 2005    |
| 9  | Signs                                | Una scelta difficile     | 13 giugno 2005   | 30 agosto 2005    |
| 10 | The Space Between Us                 | Lezioni di surf          | 20 giugno 2005   | 31 agosto 2005    |
| 11 | Safe House                           | Di nuovo a casa          | 27 giugno 2005   | 1º settembre 2005 |
| 12 | Careful What You Wish For            | Gelosie                  | 11 luglio 2005   | 2 settembre 2005  |
| 13 | What's Past Is Prologue              | Amore per sempre         | 18 luglio 2005   | 24 settembre 2005 |